# Herb powiatu lipnowskiego
Herb powiatu lipnowskiego – jeden z symboli powiatu lipnowskiego, ustanowiony 27 czerwca 2005.

## Wygląd i symbolika
Herb przedstawia na tarczy w czerwonym polu głowę króla o czarnych włosach, brodzie i wąsach, w koronie, z której wyrastają czarne bawole rogi, ze złotym kołnierzem w kształcie odwróconej korony. Jest to historyczny symbol ziemi dobrzyńskiej.